# Рені (співачка)
Рені (болг. Рени, повне ім'я — болг. Рени Александрова Гайтанджиева, нар. 29 травня 1969 року, Плевен, НРБ) — болгарська співачка.

## Дискографія
- Искам те (1998)
- Като птица (1999)
- Влюбих се опасно (2001)
- Какво е обич (2003)
- Искай ме (2004)
- Виж ме (2007)
- Нека няма край (2012)